# Cigarettes and Valentines
Cigarettes and Valentines lett volna következő albuma a Green Day punk zenekarnak a 2002-es  Shenanigans után. Az album már majdnem be volt fejezve, amikor a számokat ellopták a stúdióból. Ahelyett, hogy újra felvették volna, elölről kezdték a munkálatokat, és így született meg az American Idiot lemez. Billie Joe Armstrong azt mondta róla, hogy "jó volt, szolid volt", de úgy gondolta nem adtak volna el belőle annyit mint az American Idiot-ból, és hogy nem volt "maximum Green Day". Rob Cavallo producer nem gondolkodott olyan pozitívan mint ahogy a zenekarnak mondta, ő úgy gondolta középszerű album volt.
Korábbi demók léteznek az albumról. Mivel az American idiot turné lezárult, vannak pletykák miszerint újra rögzítik az anyagot. Billie Joe azt mondta, hogy a "Cigarettes and Valentines" hasonló hangzású volt mint a "Warning" lemez.
Azt is mondják az albumról, hogy a Green day alter-egojaként ismert The Network kiadta ugyanezt az albumot Money Money 2020 címmel. A zenekar többször utalt rá, hogy a két album ugyanaz, ugyanakkor azt sem ismerték el, hogy ők a The Network. 2004. novemberi Spin Magazine-ban Mike azzal viccelt, hogy "Fel tudtunk venni egy egész albumot egy nap alatt", ami pontosan a Money Money 2020 időszak alatt volt.
Logikus álláspontból nézve, a két album dátumai igen hasonlók. A "Cigarettes and Valentines"-t 2003 tavaszán vették fel és őszre tervezték a megjelenését, ugyanúgy, mint a "Money Money 2020"-nek.
Ezt támasztja még alá a demo amit Armstrong tett fel a GreenDay.com-ra a Cigarettes and Valentines időszak alatt.  A névtelen részlet gyors volt és agresszív, emlékeztetett a régebbi Green Day anyagokra. Mikor kijött a Money Money 2020 a rajongók felfedezték, hogy a demo ugyan az mint a The Network "Spike" című szám közepe.